# Gannat
Gannat là một xã trong tỉnh Allier, thuộc vùng hành chính Auvergne-Rhône-Alpes của nước Pháp, có dân số là 5838 người (thời điểm 1999). Xã nằm trong thung lũng của Limagne giữa Clermont-Ferrand và Moulins.

## Nhân khẩu học
| 1962  | 1968  | 1975  | 1982  | 1990  | 1999  |
| ----- | ----- | ----- | ----- | ----- | ----- |
| 5.376 | 5.967 | 6.355 | 6.255 | 5.919 | 5.838 |

## Những người con của thành phố
- Sandrine Bonnaire, nữ diễn viên
- Charles Antoine Gidel, sử gia về văn học